# Trupanea signata
Trupanea signata är en tvåvingeart som beskrevs av Foote 1960. Trupanea signata ingår i släktet Trupanea och familjen borrflugor. Inga underarter finns listade i Catalogue of Life.